# MS Queen Victoria

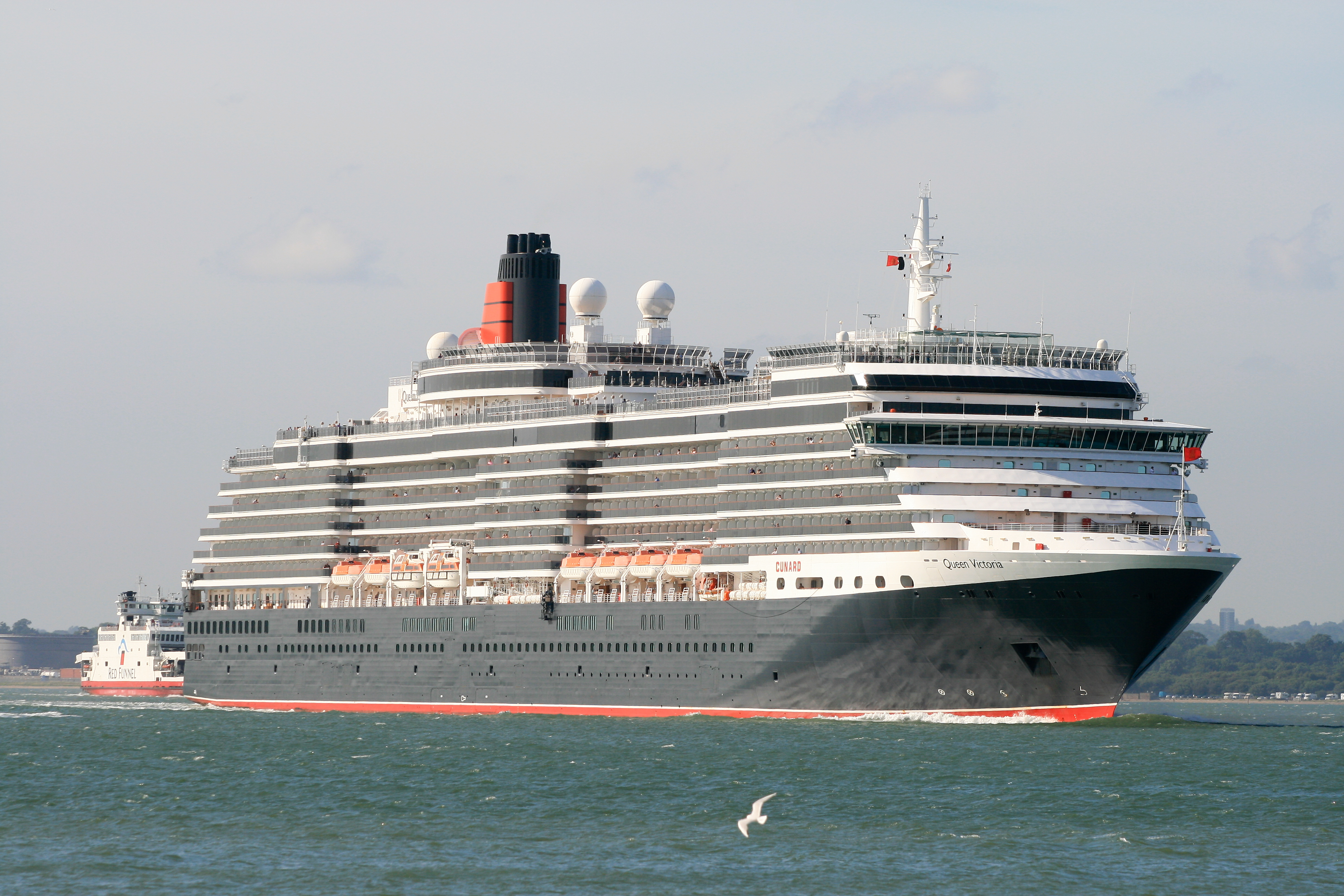
MS Queen Victoria odjíždí ze Southamptonu

MS Queen Victoria je výletní loď, kterou provozuje společnost Cunard Line, byla pojmenována podle anglické královny Victorie. V současné době provozuje společnost Cunard Line celkem tři lodě – jsou to Queen Mary 2, MS Elisabeth a již zmíněná Queen Victoria, která je z nich nejmenší. Není to typický zaoceánský parník a nemá ani dost silný trup. Přesto se do ní ovšem vejde celkem 2014 turistů. Loď je schopna plout rychlostí až 43,9 km/h. V minulosti kotvila Queen Victoria v přístavu Southampton, v současné době kotví v Hamiltonu.

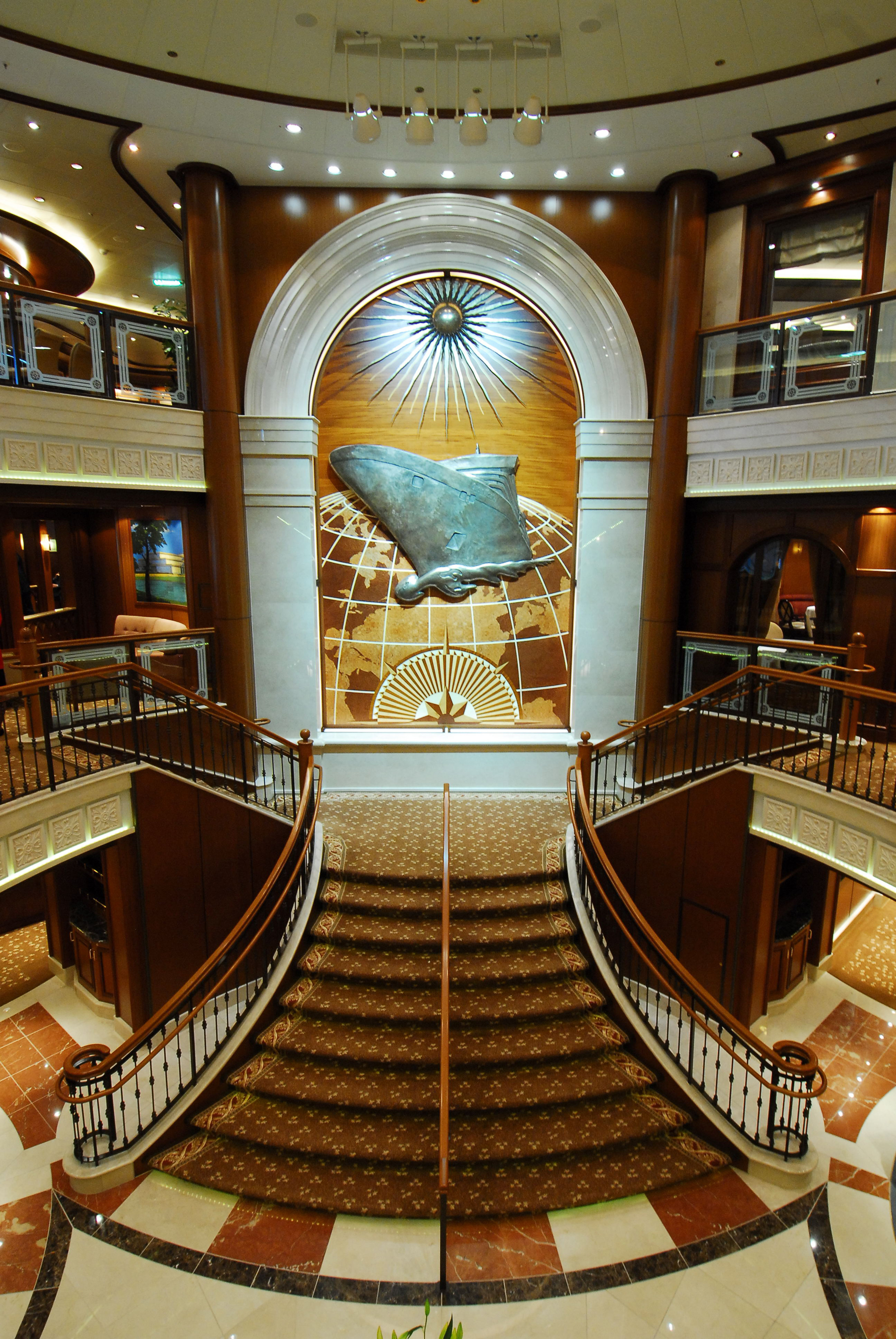
MS Queen Victoria zevnitř

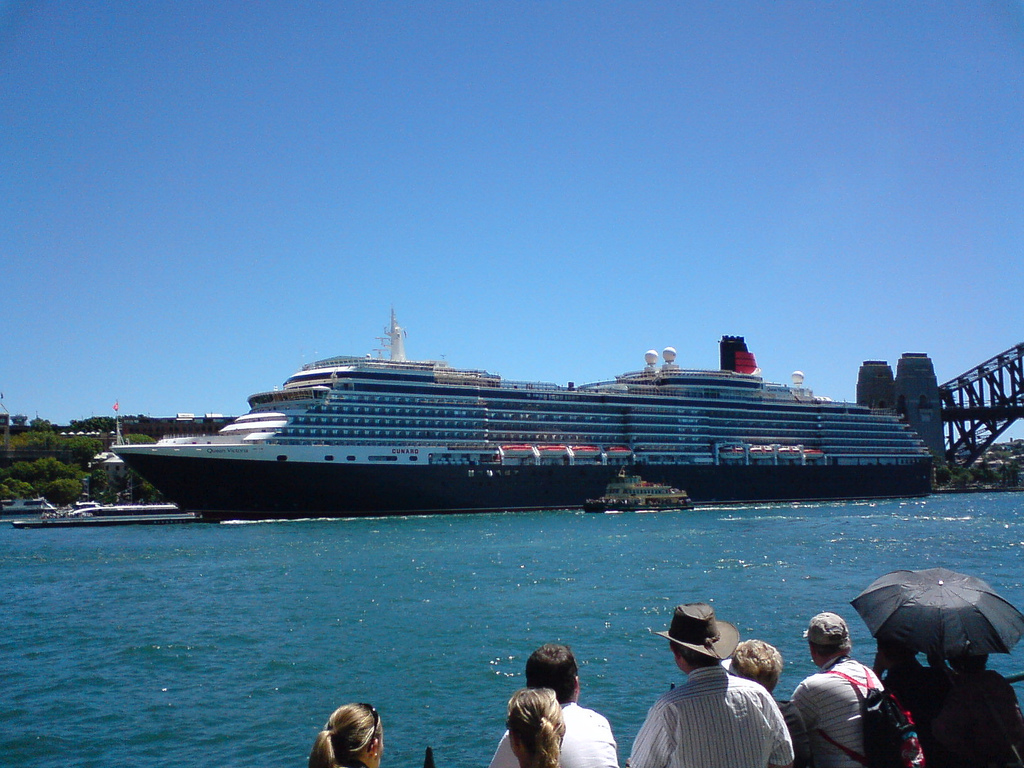
Queen Victoria v Sydney
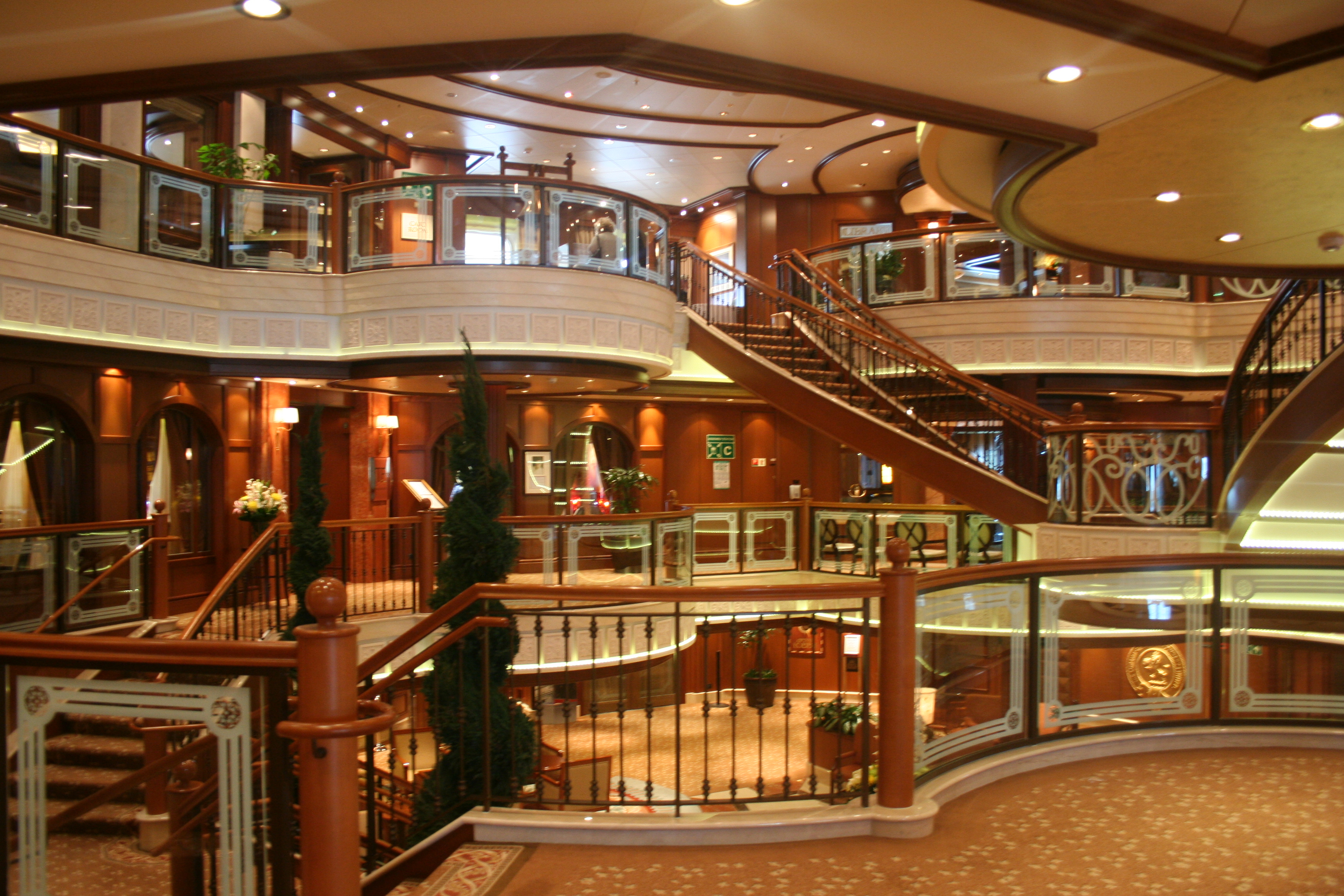
Vnitřek Queen Victoria
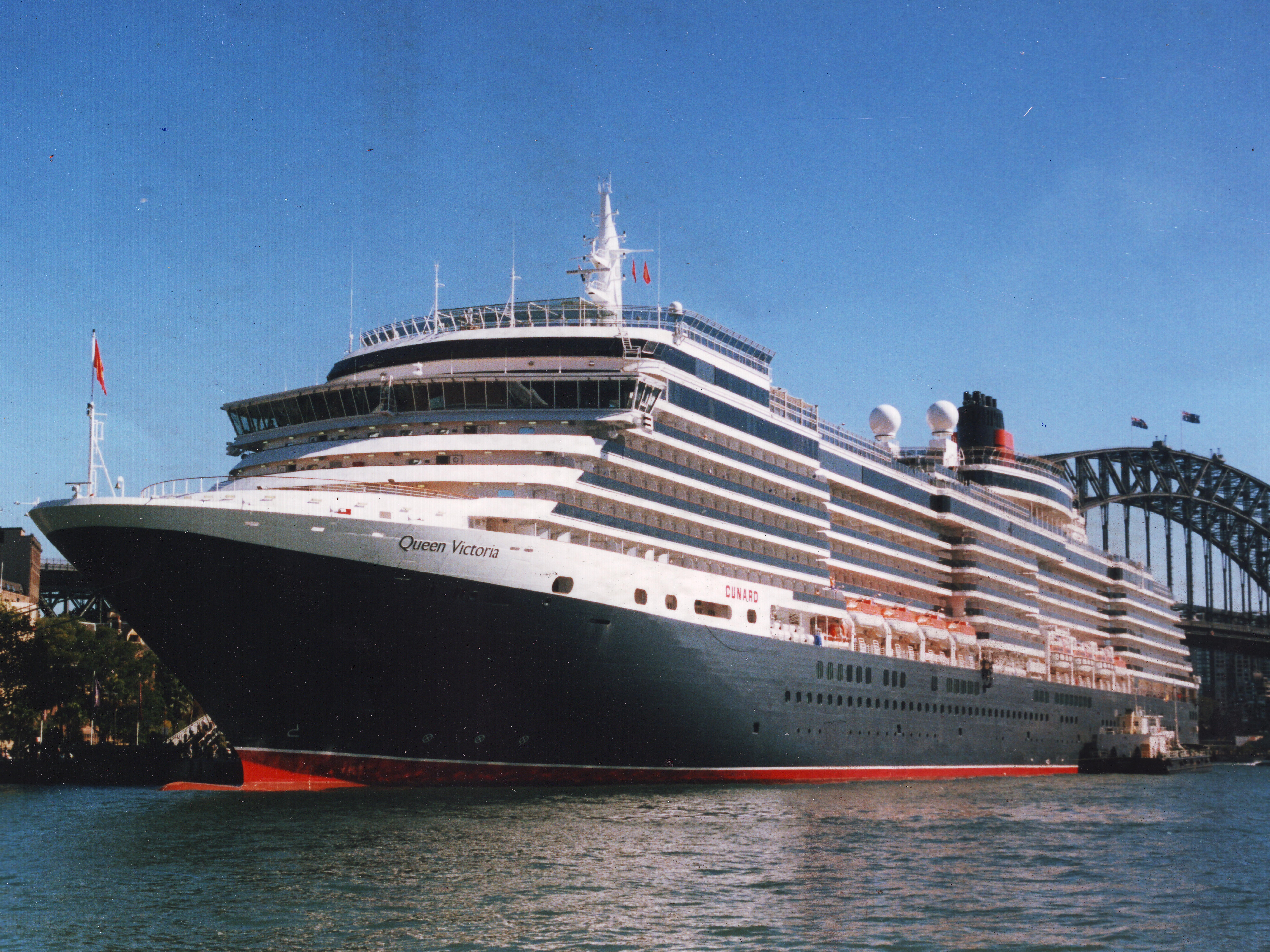
Queen Victoria
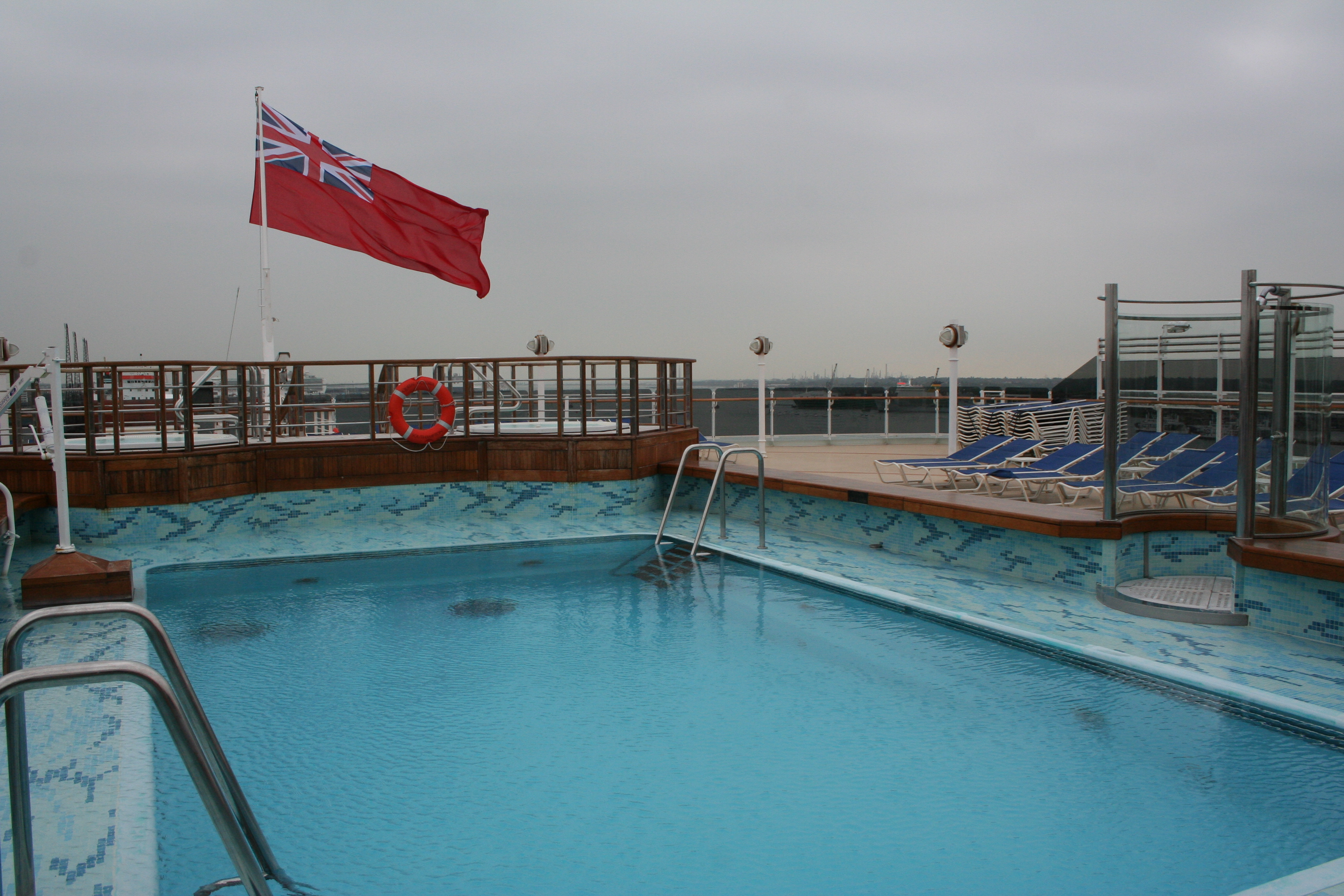
Jeden z menších bazénů na Queen Victoria
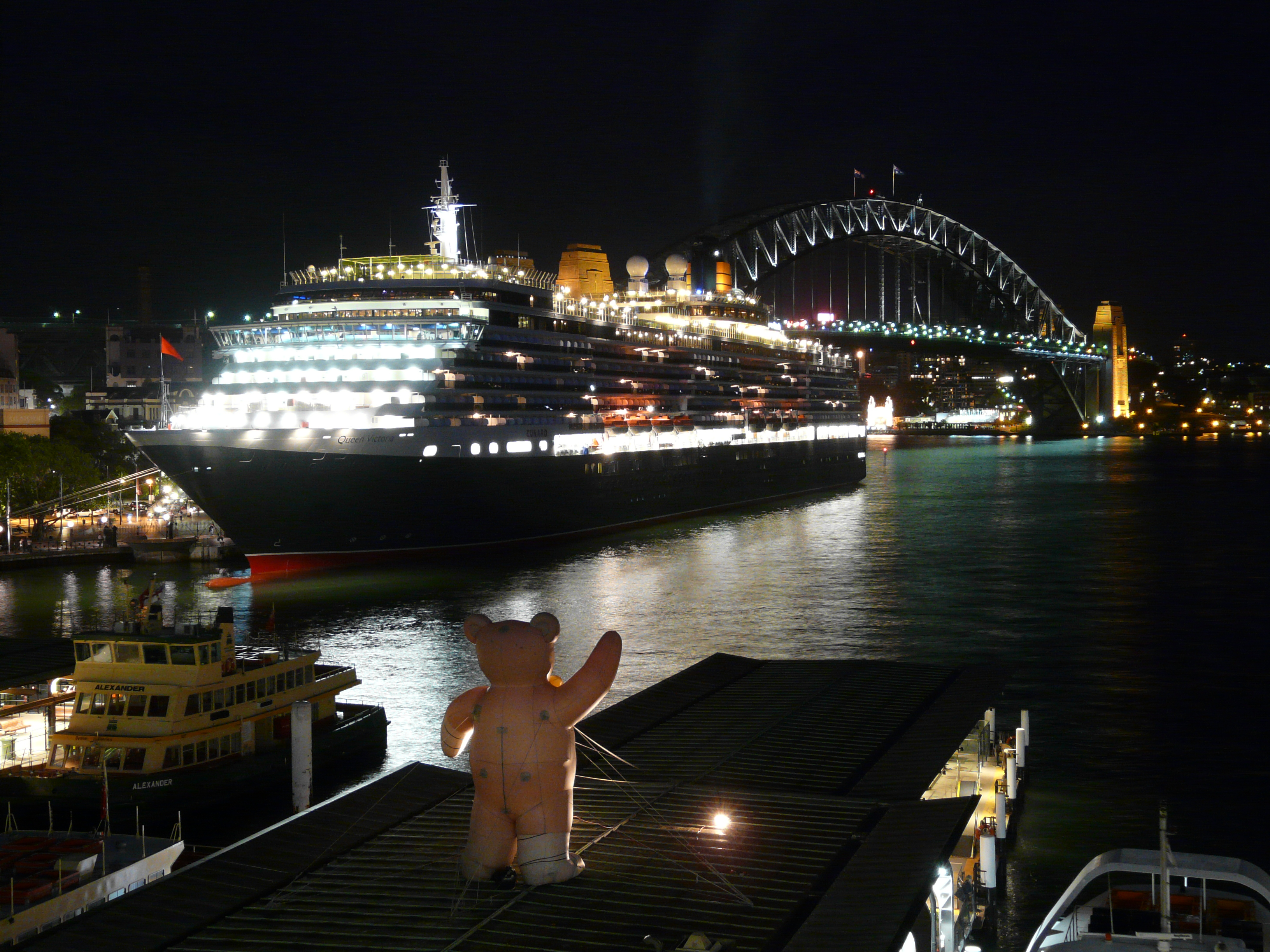
Queen Victoria v noci v Sydney